# Ustrine
Ustrine è una frazione del comune di Lussinpiccolo in Croazia. Si tratta di un piccolo villaggio dell'isola di Cherso che si affaccia sulla baia omonima, in un punto la costa è assai ripida. Ancora località di pescatori e pastori, è un luogo di villeggiatura.

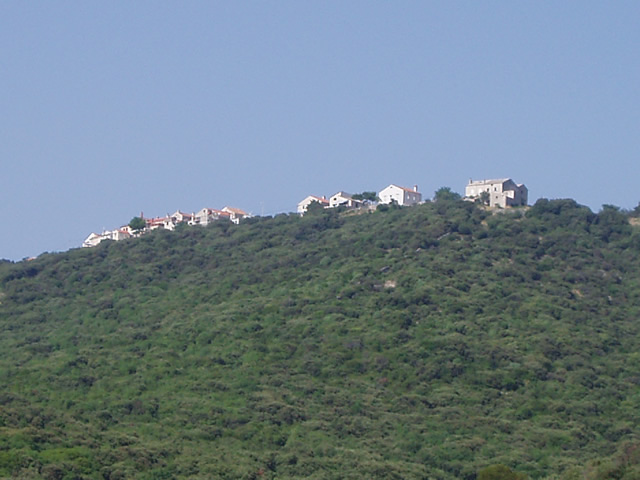
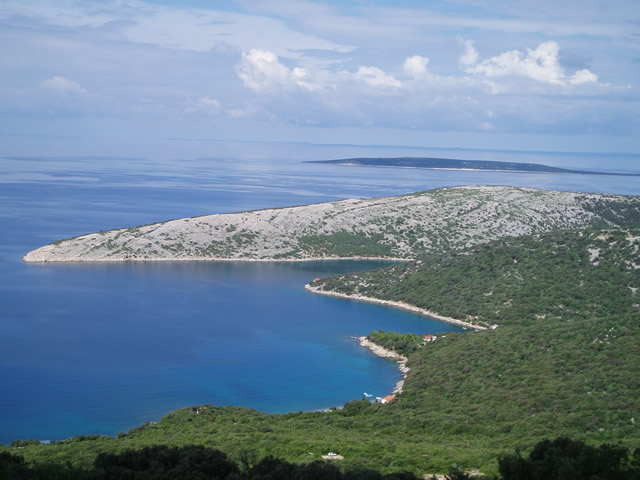
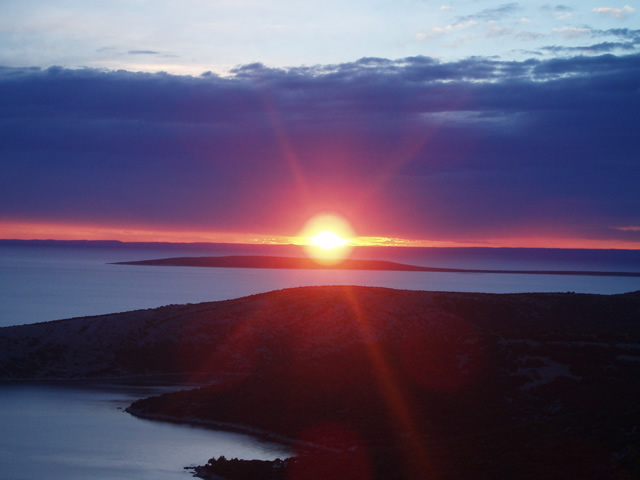

Conserva i resti di un'antica villa romana.